# Международный кубок чемпионов
Международный кубок чемпионов (англ. International Champions Cup, ICC) — ежегодный футбольный клубный товарищеский турнир, в котором преимущественно участвуют европейские клубы. Матчи, как правило, проводятся в США и Азии, реже — в Канаде и Европе.
Идея создания Международного кубка чемпионов принадлежит рекламной компании Relevent Sports (подразделению компании RSE Ventures), основанной в 2012 году магнатом недвижимости, миллионером и владельцем клуба «Майами Долфинс» Стивеном Россом и бывшим исполнительным директором клуба «Нью-Йорк Джетс» Мэттом Хиггинсом.
Турнир заменил World Football Challenge, в котором участвовали также клубы из Южной и Северной Америки.
На одной из игр турнира 2014 года в США был установлен рекорд посещаемости футбольного матча. Новый рекорд в 109 318 зрителей был установлен 2 августа 2014 года на матче между «Манчестер Юнайтед» и мадридским «Реалом» в Анн-Арборе, штат Мичиган.

## Формат
Количество команд в разные годы проведения турнира разнится.
В розыгрыше 2013 года участники были поделены на Восточную и Западную группы, названные по месту проведения их матчей. Команды в группах не играли каждая друг с другом; вернее, победители матчей первого раунда, также как и проигравшие, играли друг с другом во втором раунде. Победители матчей второго раунда выходили в финал.
Другие три команды в каждой группе затем распределялись по их результатам в двух матчах: за победу в основное время команды получали два очка, а за победу в серии послематчевых пенальти (ничьи в матчах были запрещены) — одно. В случае равенства очков между двумя командами команды распределялись по дополнительным показателям: разнице голов, количеству забитых голов и т.д. Команды, занявшие одинаковое место в своих группах (со второго по четвёртое), играли между собой в матчах за 3-е, 5-е и 7-е места соответственно. Таким образом, были распределены места с 1-го по 8-е.
На турнире 2014 года эта система была упразднена. Группы стали именоваться по географическому принципу, а команды в каждой из них играли между собой по одному матчу. Победители групп сыграли в финале, где был определён чемпион.
В соревновании 2018 года все 18 команд были включены в одну турнирную таблицу. Каждый клуб сыграл по три матча, а чемпионом стала команда, набравшая наибольшее количество очков в общем зачёте. Матчи были проведены на 15 американских, 7 европейских и 1 сингапурском стадионе.

## Результаты
| Сезон | Команды | Северная Америка и Европа | Северная Америка и Европа | Австралия         | Австралия         | Китай                     | Китай                     | Сингапур          | Сингапур          |
| Сезон | Команды | Победитель                | Финалист                  | Победитель        | Финалист          | Победитель                | Финалист                  | Победитель        | Финалист          |
| ----- | ------- | ------------------------- | ------------------------- | ----------------- | ----------------- | ------------------------- | ------------------------- | ----------------- | ----------------- |
| 2013  | 8       | Реал Мадрид               | Челси                     | не проводился     | не проводился     | не проводился             | не проводился             | не проводился     |                   |
| 2014  | 8       | Манчестер Юнайтед         | Ливерпуль                 | не проводился     | не проводился     | не проводился             | не проводился             |                   |                   |
| 2015  | 15      | Пари Сен-Жермен           | Нью-Йорк Ред Буллс        | Реал Мадрид       | Рома              | Реал Мадрид               | Милан                     |                   |                   |
| 2016  | 17      | Пари Сен-Жермен           | Ливерпуль                 | Ювентус           | Атлетико Мадрид   | не выявлен — матч отменён | не выявлен — матч отменён |                   | Не проводился     |
| 2017  | 15      | Барселона                 | Манчестер Сити            | не проводился     | не проводился     | не выявлен                | не выявлен                | Интер             | Бавария Мюнхен    |
| 2018  | 18      | Тоттенхэм Хотспур         | Тоттенхэм Хотспур         | Тоттенхэм Хотспур | Тоттенхэм Хотспур | Тоттенхэм Хотспур         | Тоттенхэм Хотспур         | Тоттенхэм Хотспур | Тоттенхэм Хотспур |
| 2019  | 12      | Бенфика                   | Бенфика                   | Бенфика           | Бенфика           | Бенфика                   | Бенфика                   | Бенфика           | Бенфика           |

### Комментарии
1. ↑  Турниры 2014 и 2017 годов в Европе не проводились
2. ↑  Поскольку «Боруссия Дортмунд», «Интер», «Арсенал» и «Лион» сыграли один матч, а «Милан» и «Бавария Мюнхен» — два матча.
3. ↑  С 2018 года турнир не разделяется на отдельные соревнования